# Lev Kassil

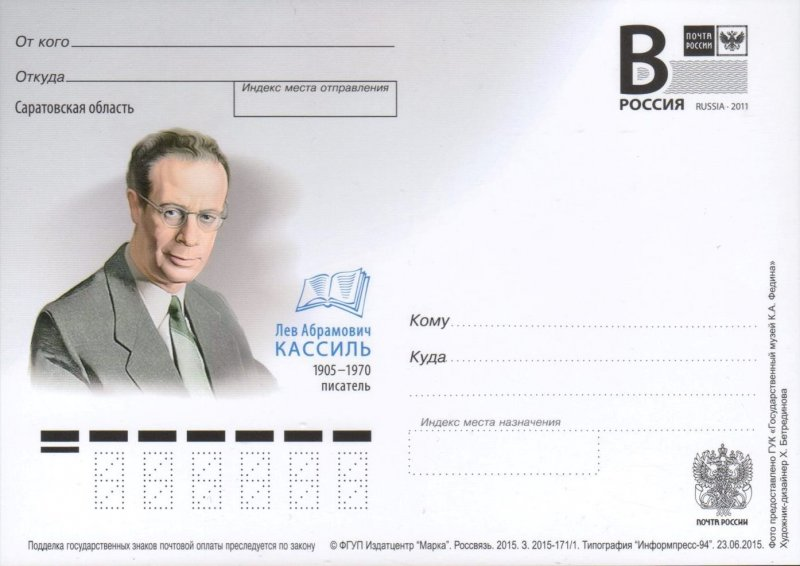
Rusia, 2015. Sobre con sello conmemorativo. 110 aniversario del nacimiento del escritor Lev Kassil.

Lev Abrámovich Kassil (En ruso Лев Абрамович Кассиль), o simplemente Kassil (27 de junio de 1905 – 21 de junio de 1970, Moscú), destacado escritor judío-ruso de literatura infantil y juvenil, nació en Pokróvskaya Slobodá (ahora Engels) del Óblast de Saratov. 
En 1923 ingresó en la Universidad Estatal de Moscú y estudió aerodinámica. En 1925 publicó su primer cuento. Fue miembro de los grupos literarios REF y LEF. En 1927 Mayakovski le atrajo para participar en la revista Nuevo LEF. 
En sus novelas y cuentos, Lev Kassil describió la vida rusa y soviética, escribió sobre adolescentes y su visión del mundo, sobre la escuela secundaria clásica y la escuela soviética, deporte, cultura y guerra.
Sus libros son a menudo 'novelas educativas' describiendo cómo los adolescentes maduran y se hacen mayores. Lev Kassil apreciaba la modestia, el altruismo, la tenacidad y la valentía. El escritor poseía un sentido del humor único y sus libros están llenos de un humor brillante. Su mejor libro La libreta de comportamiento y el país de Schwambraniya (' Schwabra ' significa 'escobón' en ruso, ' Schwambraniya ' se aproxima a 'Escombónia') es uno de los libros infantiles predilectos en Rusia hoy día. Un planeta menor, 2149 Schwambraniya, descubierto por el astrónomo soviético Nikolái Chernyj en 1977, fue bautizado con el nombre del país inventado que aparece en esta novela.
En 1950 fue galardonado con el Premio Stalin por su libro La Calle del Hijo Menor (1949 - Улица младшего сына) que escribiera con Max Polianovsky sobre la vida de Volodia Dubinín, su crecimiento, y su entrega a su patria durante la invasión alemana a la Unión Soviética y después de ella.
En 1965 Lev Kassil fue elegido miembro de la Academia de Ciencias Pedagógicas de la URSS. Durante muchos años Kasil enseñó en el Instituto de Literatura Máximo Gorki. 
Está enterrado en el cementerio del Monasterio Novodévichi. 

## Obras escogidas
- La libreta de comportamiento y el país de Schwambraniya (1930-1933) - Кондуит и Швамбрания
- El portero de la república (1938) - Вратарь республики
- Cheremysh, el hermano de un héroe (1938) - Черемыш, брат героя
- Mis queridos niños (1944) - Дорогие мои мальчишки
- La calle del hijo menor (1949) - Улица младшего сына
- La copa del gladiador (1960) - Чаша гладиатора
- Mayakovski – personalmente (1963) - Маяковский — сам
- ¡Alerta!, vuestra alteza (1964) - Будьте готовы, Ваше высочество!

## Adaptaciones cinematográficas
- Películas basadas en sus obras